# Каланг (район)
Каланг (англ. Kallang, кит. 加冷, малайск. Kallang, там. காலாங்) — район в центральном регионе Сингапура.
Район расположен вокруг реки Каланг, самой длинной реки в Сингапуре. Район граничит с районами Туа-Пайо на севере, Гайланом на востоке, Марин-Парейд на юго-востоке и Марина-Ист на юге, даунтауном города на юго-западе, а также районом Новена на северо-западе.
Каланг является местом, где расположены многие национальные достопримечательности, некоторые из которых были построены вдоль берегов бухты Каланг, включая старый Национальный стадион Сингапура, а также первый построенный в стране гражданский аэропорт. Таким образом, район сыграл ключевую роль в развитии авиационной и спортивной истории Сингапура.
Сегодня Каланг наиболее известен как место расположения Singapore Sports Hub, где расположены новый национальный стадион и Сингапурский крытый стадион. Новый Национальный стадион был местом проведения парада национального дня в 2016 году, в то время как на Сингапурском крытом стадионе часто проходят концерты и выступления.

## Этимология
Территория, которая сейчас называется Каланг, впервые появилась на карте Сингапура в 1830 году как «Киланг». К 1838 году это место стало называться «Келанг». Современное название «Каланг» используется с 1842 года, хотя альтернативное написание «Каланг» также допускается в некоторых случаях.
Китайские и тамильские названия района — «加冷» и «காலாங்» соответственно. Оба являются прямыми переводами английского/малайского названия. Китайское слово «加冷» пришло из кантонского диалекта (произносится как «加冷 гаа-лаанг») транслитерацией слова «Каланг». Район также получил прозвище «火城» (с кит. — «огненный город») среди китайской части населения.

## География

### Местоположение
Расположенный на юго-восточном побережье острова, Каланг ограничен районами Туа-Пайо на севере, Гайланом на востоке, Марин-Парейд на юго-востоке и Марина-Ист на юге, даунтауном города на юго-западе, районами Рохор и Ньютаун на западе, а также районом Новена на северо-западе. Район является частью центрального региона Сингапура.

### Геология

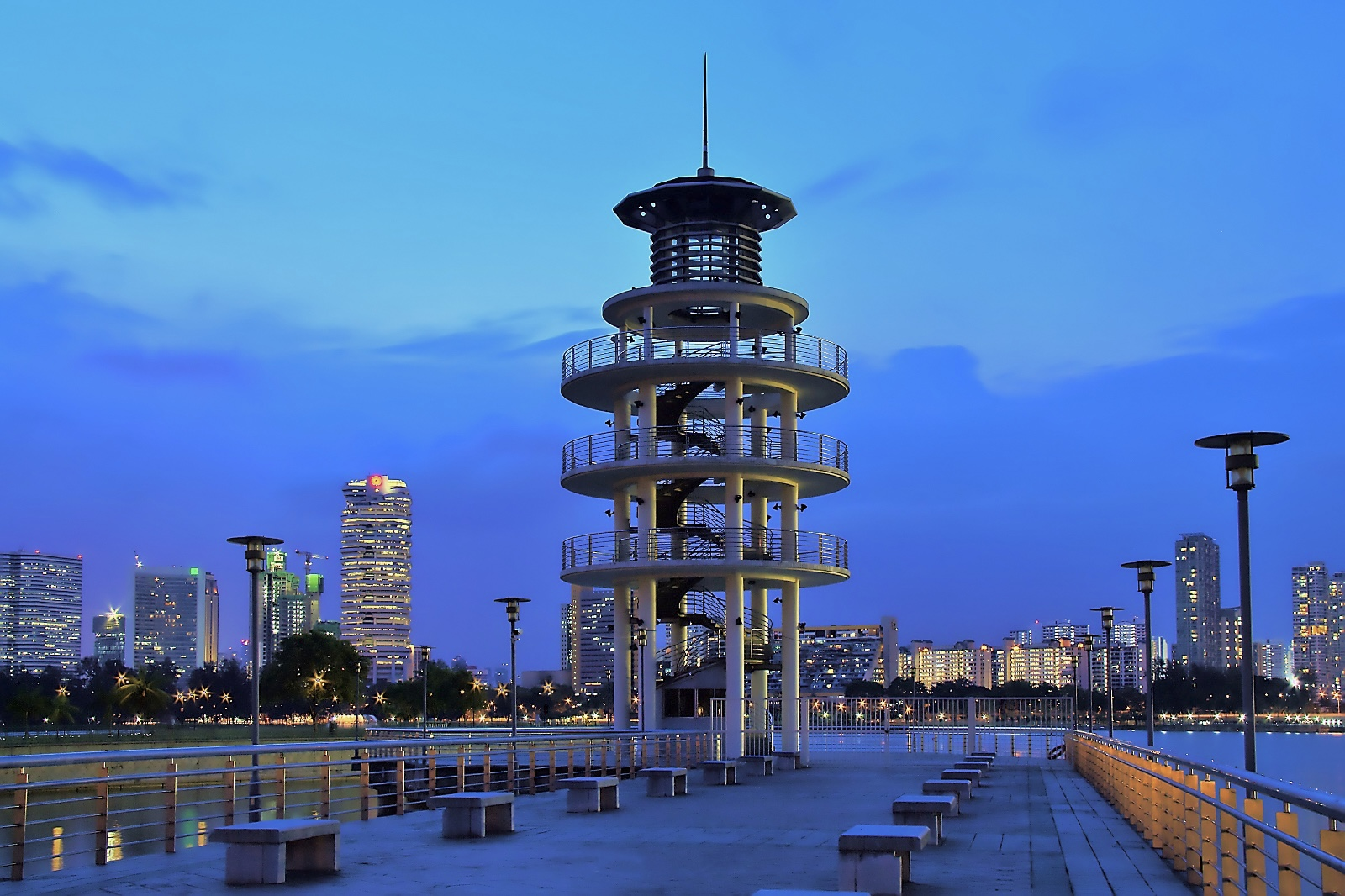
Смотровая башня на Танджонг Рху, с видом на бухту и даунтаун города

Каланг расположен на земле, которая состоит из мягкой морской глины, рыхлого аллювиального грязного песка, рыхлого пляжного песка, мягкого торфяного и органического ила, а также кораллов. Помимо территории района эти породы встречаются и в других частях Сингапура, особенно в речных долинах, а также вокруг устьев рек и прибрежных районах.

### Рельеф
Поверхность рельефа в районе по больше части плоская и низкая, с высотой не более 15 метров над уровнем моря.

### Водные объекты

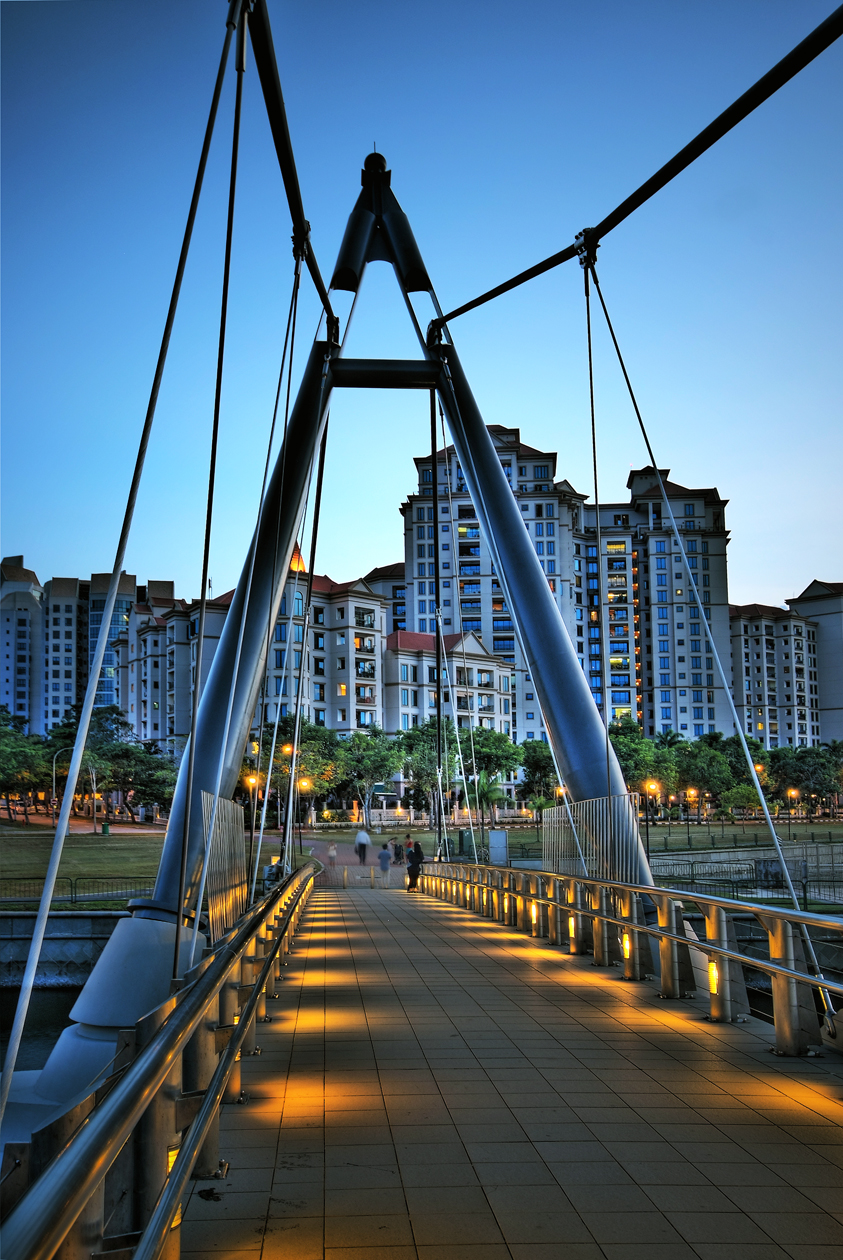
Пешеходный мост Танджонг Рху пересекает реку Гейланг и соединяет огороженные территории дороги вдоль Танджонг Рху со Спортивными сооружениями Сингапура

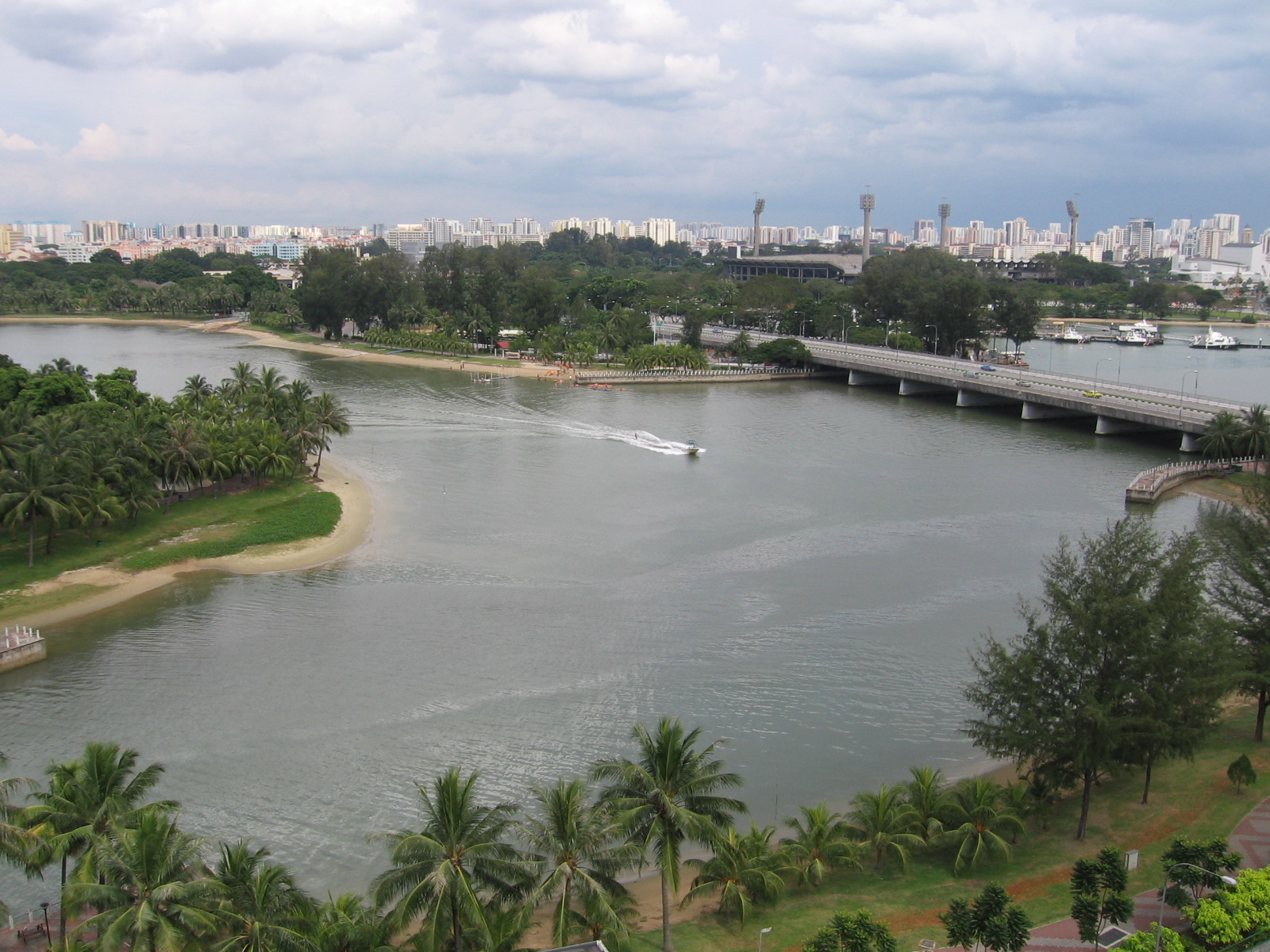
Устья реки Каланг и реки Рохор из бухты Каланг в декабре 2005 года, на заднем плане находится старый Национальный стадион

Река Каланг — является основным водным маршрутом, проходящим через район. Истоком реки является водохранилище «Нижний Пирс», которое получило своё название в 1922 году в честь британского инженера Роберта Пирса, работавшего в этих местах. Устье реки расположено в бухте Каланг, рядом с мостом Мердека. Растянувшись более чем на 10 километров, река является самой длинной рекой в стране и отводит воду из северных районов города.
Бухта Каланг — это закрытая бухта в Каланге и популярное место для водных видов спорта, на восточном берегу которой находится Singapore Sports Hub. В 1977 году правительство Сингапура запустило десятилетний проект по очистке бухты и близлежащей реки, преобразовав их в чистые водоёмы.
Из-за высокой концентрации водоёмов в Каланге было сооружено множество мостов. Самые известные мосты, находящиеся в районе, — это мост Мердека, Мост Бенджамина Ширса (самый высокий и длинный мост в Сингапуре, наивысшая точка которого расположена на высоте 29 метров над водой), а также пешеходный мост Танджонг Рху, который в своё время стал первым подвесным мостом в Сингапуре.

## Ландшафт

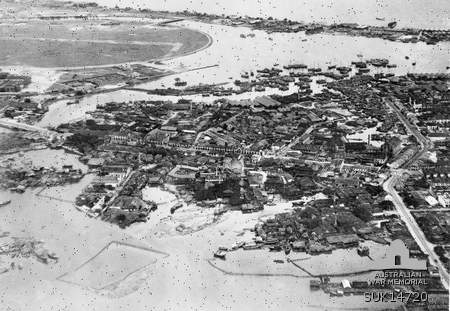
Аэрофотоснимок аэропорта Каланг, сделанный в 1945 году вскоре после капитуляции Японии. В те годы бухта имела гораздо большую площадь

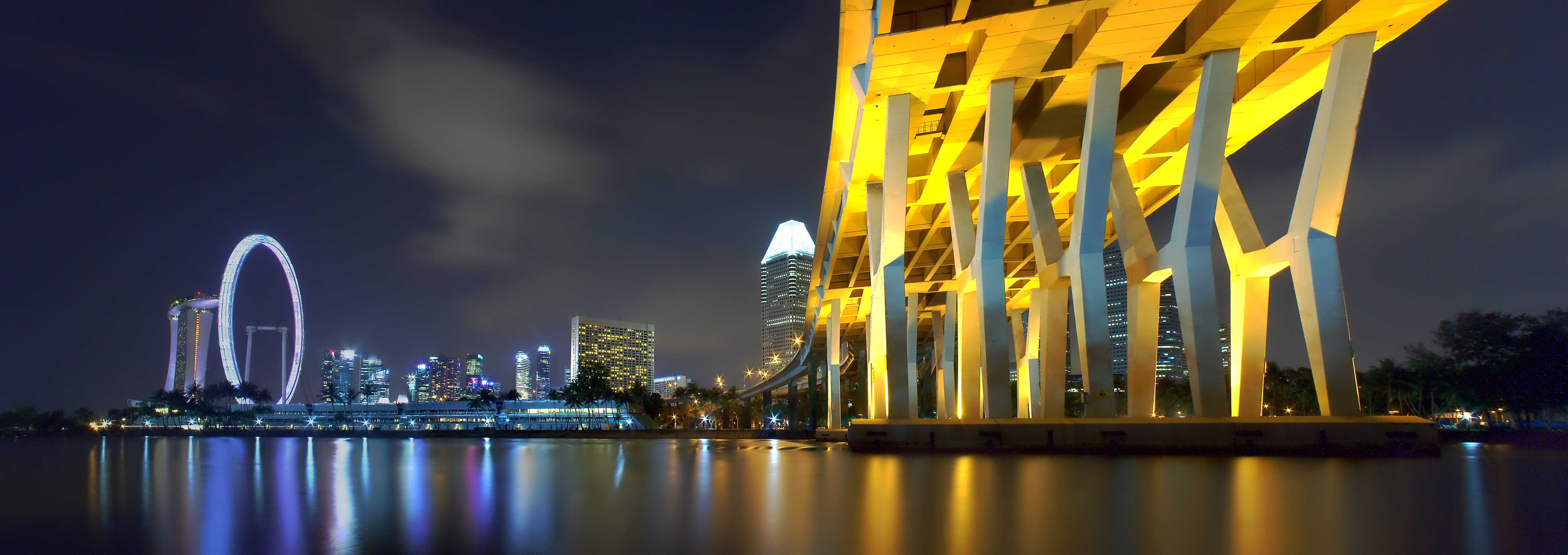
Вид на мост Бенджамина Ширса ночью с центральной части города

Современный ландшафт района во многом является результатом намыва территории, проведённого в несколько этапов. Первоначально, до намыва территорий, юго-восточная береговая линия материкового Сингапура находилась в районе бухты, рядом с тем местом, где сегодня проходит дорога Танджонг Рху.
В августе 1931 года Департаментом общественных работ был одобрен проект освоения земли в восточной части бухты для строительства аэропорта в Каланге. Всего было освоено 339 акров мангровых болот, а стоимость проекта была оценена примерно в 9 миллионов долларов. Освоение земли продолжалось с мая 1932 года по октябрь 1936 года.
С 1963 по 1971 год Совет по жилищному строительству и развитию Сингапура проводил масштабный проект освоения земли в северной части бухты. Болотистые и грязевые участки были заполнены землей, добытой с выровненных холмов района Туа-Пайо. С 1966 по 1975 год проект освоения Восточного побережья, возглавляемый советом по жилищному строительству, построил новые земли в Танджонг Рху на юге Каланга, а также в соседней Марин-Парейд. В 1979 году шестая фаза проекта расширила побережье Танджонг Рху на юг, образовав район, который сегодня называется Марина-Ист.